# 朱奇渲
雲丘恭僖王朱奇渲（1465年12月27日—1518年9月17日），云丘端惠王朱锺鋋嫡五子，王妃张氏所生。
初封辅国将军。成化十七年（1481年）封镇国将军。弘治六年（1493年）封云丘长子。弘治九年（1496年）七月，端惠王薨。十年（1497年）十一月，明孝宗遣阳武侯薛伦、怀宁侯孙泰、会昌侯孙铭、永顺伯薛勛、成安伯郭宁、广宁伯刘佶、清平伯吴琮、武平伯陈勛、兴安伯徐盛、丰润伯曹恺、怀柔伯施瓒、武进伯朱洁、工部左侍郎曾鑑、通政使司左通政毛伦持节充正使，尚宝司卿杨泰、鸿胪寺少卿孙绳、吏科左给事中魏玒、户科给事中李禄、刑科右给事中王洧、中书舍人陈瑞、张克恭、户部郎中张濂、王琰、兵部员外郎李浩、刑部郎中赵宽、员外郎于凤喈、主事童琥、工部郎中张寿充副使，册封朱奇渲为云丘王，夫人李氏为云丘王妃。
先前广昌安僖王朱美坚去世后无子国除，由朱奇渲的二叔父朱锺䥏作为嗣子奉祀。朱锺䥏的孙子朱表桧绝嗣，朱奇渲想以第三子为广昌国奉祀，与镇国将军朱表檊争相奉祀广昌国，但二人皆因与朱表桧平辈而不获准，两人因而彼此怀恨，互相弹劾，最后于正德九年（1514年）七月被下敕切责、各夺禄米一年，将教授等官下巡按御史逮问。
正德十三年（1518年）八月，朱奇渲薨。辍朝一日，赐祭葬如例，谥恭僖。嘉靖元年（1522年），庶长子镇国将军朱表樟袭封。

## 评价
- 《弇山堂别集》卷072：敬順事上，小心畏忌。

## 家庭
- 庶长子：雲丘顺荣王朱表樟
- 第三子：朱表？
- 县主，仪宾韩瑀[8]